# 道外清真寺
道外清真寺（どうがいせいしんじ）は中華人民共和国黒竜江省ハルビン市道外区に位置するモスクである。特徴的な形・色が特徴の一つ。旧称は清真東寺、浜江清真寺、通称は哈爾浜清真寺。東北三省で最大のモスクとして、中国東北部におけるイスラームの中心地となっている。

## 概要
面積は1.8ヘクタール。
モスクは正面から見ると3つ建物があるように見え、左側・右側の建築物にはミナレット（塔）が設置されている。ミナレットの高さは50mに及ぶ。ミナレットの上には、イスラム教のシンボルたる三日月が設置されている。
本堂正面にあるカアバと色が似たアラビア語の文字も特徴の一つで、アラビア語が描かれたモスクは黒竜江省内ではこれのみとなっている。本堂正面のアラビア語は、「慈悲深きアッラーの御名において」という意味となっている。
これらのミナレットは、預言者のモスク（メディナ）とマスジド・ハラーム（メッカ）のミナレットを参考に作られている。
内部には2つのミンバルがあり、電灯によって保管されているクルアーンを照らしている。
イスラーム教の祭日であるイード・アル＝フィトル、預言者生誕祭、イード・アル＝アドハーにおいては、何万ものムスリムが集うモスクとなっている。
ドアや窓はアラベスク（アラビア模様）となっている。

## 沿革
1897年（光緒24年）、建設。当時はハルビン市が目まぐるしい発展を遂げている最中で、このモスクはハルビンにおけるイスラームの中心地となる。しかし、建築当時は、草ぶきの建物が5つあるだけの貧相なモスクであった。
1904年に補強工事を行った。
1935年には多くのムスリムによる寄付金かあら増築工事を行い、草ぶきの建築から、現在のような外装に変わった。
2003年には増築工事が行われた。
2007年9月30日、ハルビン市文物保護単位に認定される。

## アクセス
- ハルビン地下鉄3号線清真寺駅 [注釈 2][11][12][13]